# رود أباد (سميرم)
رود أباد هي قرية في مقاطعة سميرم، إيران. يقدر عدد سكانها بـ 499 نسمة بحسب إحصاء 2016.